# 廣島貨運站

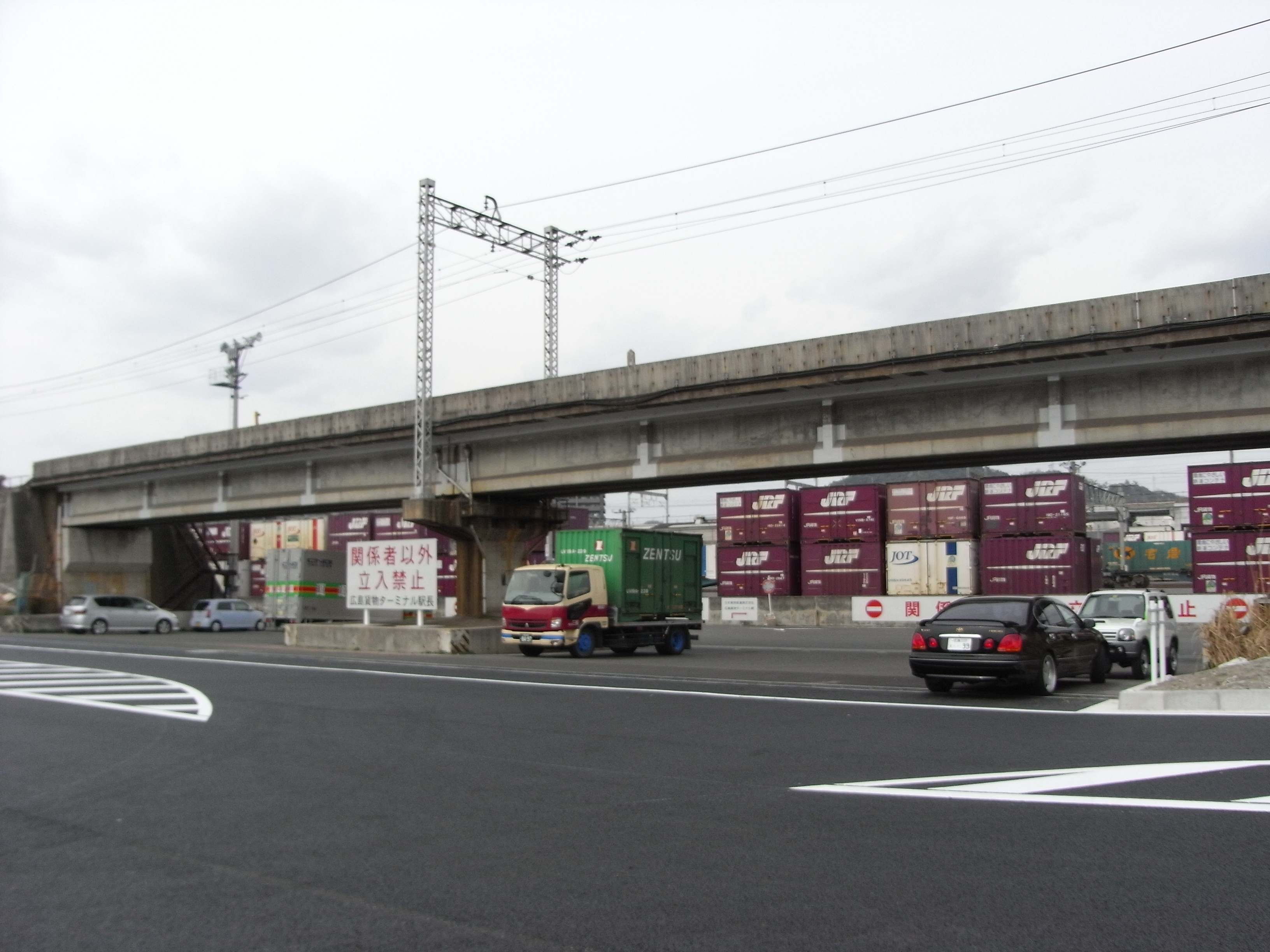
2009年時其狀態

廣島貨運站（日語：広島貨物ターミナル駅）是日本貨運鐵路公司在日本廣島市的南區東站町的山陽本線鐵路貨運站。

## 歷史
- 1969年（昭和44年）3月1日 - 廣島站東側貨物站東廣島駅開業。
- 1984年（昭和59年）2月1日 - 廣島操車場機能停止。
- 1986年（昭和61年）10月1日 - 宇品四者協定線（旧国鐵宇品線）廢止。
- 1986年（昭和61年）11月1日 - 廣島工場專用線廢止。
- 1987年（昭和62年）4月1日 - 国鐵分割民營化。
- 1991年（平成3年）6月 - 旧廣島操車場跡地移轉工事開工。
- 1995年（平成7年）12月22日 - 旧廣島操車場跡地移轉完工、同時站名改稱廣島貨運站。